# Claudette Peters
Claudette Peters, OH (9 de agosto de 1979) é uma cantora e autora antiguense de música soca e música soul. Peters é conhecida como a "Diva da Soca" de Antígua e foi vocalista da banda Taxik Band.